# Аллан Веллс
Аллан Веллс  (англ. Allan Wells, 3 травня 1952) — британський легкоатлет, олімпійський чемпіон.

## Виступи на Олімпіадах
| Олімпіада         | Дисципліна              | Місце     |
| ----------------- | ----------------------- | --------- |
| Москва 1980       | біг на 100 метрів       | 1         |
| Москва 1980       | біг на 200 метрів       | 2         |
| Москва 1980       | естафета 4 x 100 метрів | 4         |
| Лос-Анджелес 1984 | біг на 100 метрів       | 8 h2 r3/4 |
| Лос-Анджелес 1984 | естафета 4 x 100 метрів | 7         |